# Saut-de-mouton
Ne doit pas être confondu avec Saute-mouton.

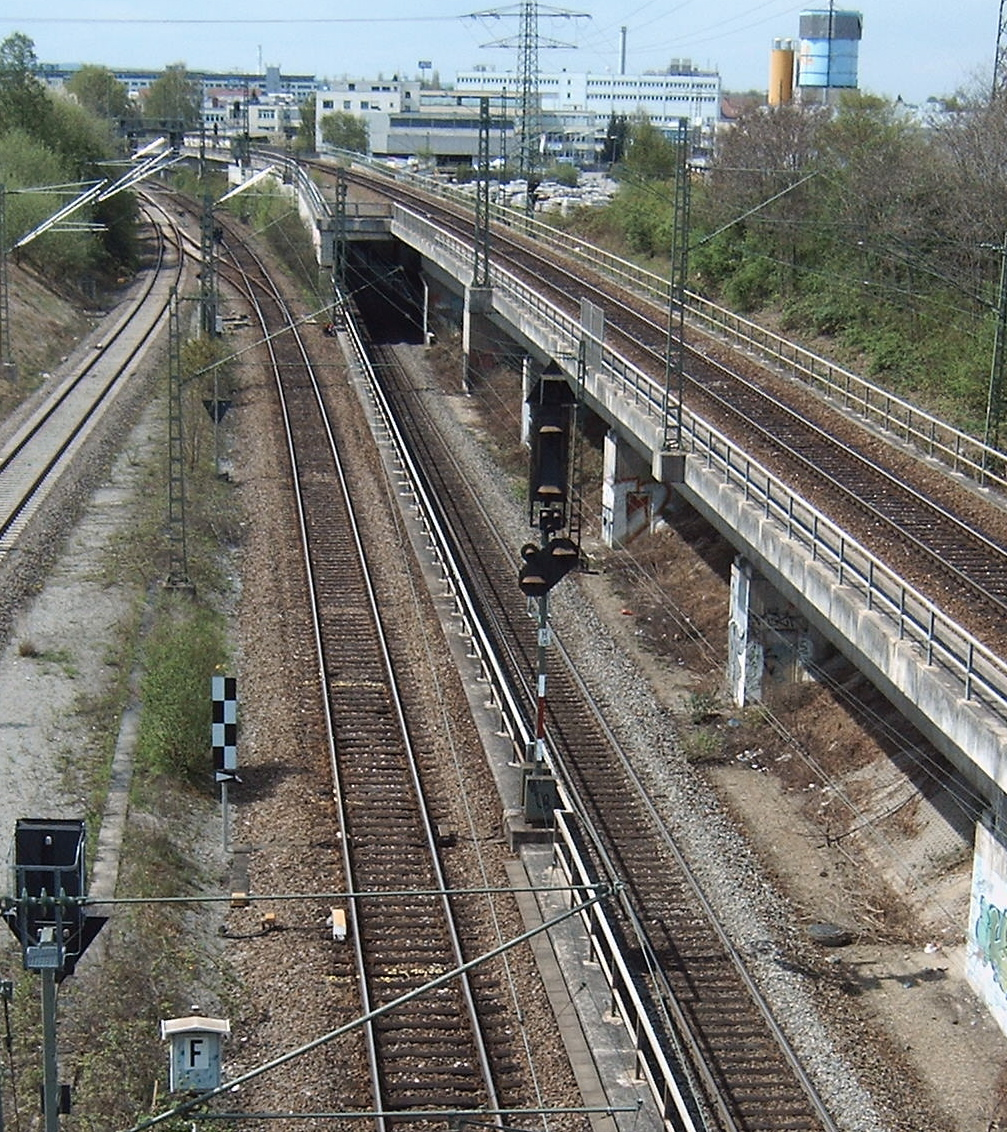
Saut-de-mouton près de Waiblingen en Bade-Wurtemberg, Allemagne.

Un saut-de-mouton est un dispositif ferroviaire constitué d'un pont, d'une tranchée ou d'un court tunnel permettant à une voie ferrée d'en croiser une autre en passant par-dessus ou par-dessous. Cette technique aurait été inventée par Eugène Hénard au début du XXe siècle.

## Utilisation
L'intérêt d'un saut-de-mouton est de séparer sur deux niveaux (voire plus lors d'installations plus complexes) les flux de circulations ferroviaires en améliorant à la fois la ponctualité et la sécurité. Un saut-de-mouton peut être utilisé dans différentes situations.

### Croisement de deux lignes à deux niveaux différents
Un saut-de-mouton peut être utilisé pour permettre le croisement de deux lignes à deux niveaux différents afin que la présence d'un train sur une ligne n'empêche pas un train de circuler sur l'autre ligne (cisaillement).

Croisement à niveau dont le cisaillement a été mis en évidence en rouge et croisement avec saut-de-mouton.

### Bifurcation
Un saut-de-mouton peut être utilisé dans une bifurcation, pour une ligne à deux voies ou plus et à fort trafic : dans une bifurcation à niveau, si un train emprunte la bifurcation, il bloque automatiquement le passage aux éventuels trains qui viendraient en sens inverse. Le saut-de-mouton lui permet de résoudre ce problème avec une installation semblable à celle des autoroutes ou voies rapides.

### Accès aux installations ferroviaires
Aux abords d'une ligne, il peut y avoir des installations (triage, dépôt, garage, ateliers, gare, embranchement particulier) qui se situent sur le côté. Pour accéder à ces installations, il peut être utile de réaliser un saut-de-mouton pour quitter la voie principale et aller vers l'installation.

Exemple d'utilisation de saut-de-moutons pour l'accès à des voies de garages aux abords d'une ligne très fréquentée.

### Changement de sens de circulation
Lors d'un changement de sens de circulation. Pour les lignes à deux voies et plus, il arrive qu'à la frontière d'un autre réseau, le sens de circulation des trains change car le réseau voisin a un sens de circulation contraire.

Saut-de-mouton pour un changement de sens.

#### Sauts-de-mouton sur les LGV ou raccordement LGV / lignes classiques
- près de Baudrecourt, lors du raccordement de la LGV Est avec la ligne de Réding à Metz-Ville (48° 58′ 07,5″ N, 6° 27′ 11,6″ E)
- près de Tresserre, sur la LGV Perpignan - Figueras (42° 33′ 34,1″ N, 2° 51′ 04,1″ E)
- près de Vendenheim, lors du raccordement de la LGV Est avec la ligne de Vendenheim à Wissembourg (48° 40′ 51,1″ N, 7° 42′ 54,5″ E)
- sur la LGV Anvers-Schiphol, la circulation se fait à gauche (comme sur le réseau belge et non comme sur le réseau néerlandais) jusqu'à un saut-de-mouton situé immédiatement au sud de la gare de Rotterdam Lombardie (nl) ; un autre saut-de-mouton à proximité de la gare de Lage Zwaluwe (nl) permet un raccordement avec la ligne classique Flessingue – Roosendael – Bréda. La LGV longe ces deux gares sans y avoir de quai.

#### Sauts-de-mouton entre l'Alsace-Moselle et le reste de la France
Du fait de l'annexion de l'Alsace-Moselle à l'Allemagne en 1871, et depuis le retour de celle-ci à la France en 1918, les trains y roulent à droite comme en Allemagne, tandis que dans le reste de la France (« France de l’intérieur »), ils roulent à gauche selon la norme anglaise. Le changement est alors effectué dans des gares relativement importantes et faisant office de poste-frontière, comme à Pagny-sur-Moselle. Après l'Armistice de 1918, l'installation de sauts-de-mouton permet de réaliser le changement de côté de circulation des trains entre les différents réseaux de la Compagnie des chemins de fer de l'Est et de l'Administration des chemins de fer d'Alsace et de Lorraine.
Les sauts-de-mouton qui existent encore aujourd'hui sont situés :
- (deux) aux abords de Metz entre Metz et Ars-sur-Moselle sur la ligne de Lérouville à Metz-Ville :

1. pour le changement de sens de circulation des deux voies au milieu (49° 05′ 03,4″ N, 6° 06′ 11,3″ E),
2. pour le changement de sens de circulation et en même temps reclassement des voies avant l'arrivée à la gare de triage de Metz-Sablon (49° 05′ 20,04″ N, 6° 07′ 09,86″ E) ;

- près d'Imling entre Héming et Sarrebourg sur la ligne Paris – Strasbourg (48° 42′ 12″ N, 7° 00′ 46″ E) ;
- entre Fontoy et Audun-le-Roman sur la ligne de Mohon à Thionville (49° 21′ 23,436″ N, 5° 56′ 27,586″ E) ;
- entre Rombas-Clouange et Rosselange sur la ligne de Saint-Hilaire-au-Temple à Hagondange (49° 15′ 15,412″ N, 6° 05′ 08,57″ E) ;
- entre Molsheim et Mutzig sur la ligne de Strasbourg-Ville à Saint-Dié (48° 31′ 59″ N, 7° 28′ 49″ E).

Un saut-de-mouton existait entre Zillisheim et Illfurth (47° 40′ 54,9″ N, 7° 16′ 28,1″ E), pour que les trains allant de Belfort à Mulhouse sur la voie de gauche puissent arriver à Mulhouse sur la voie de droite, et vice versa. Il aurait été supprimé en 1970, lors de l'électrification de la ligne. Le changement de côté se fait désormais en gare de Mulhouse-Ville.

#### Inversion de côté de deux lignes parallèles à double voie

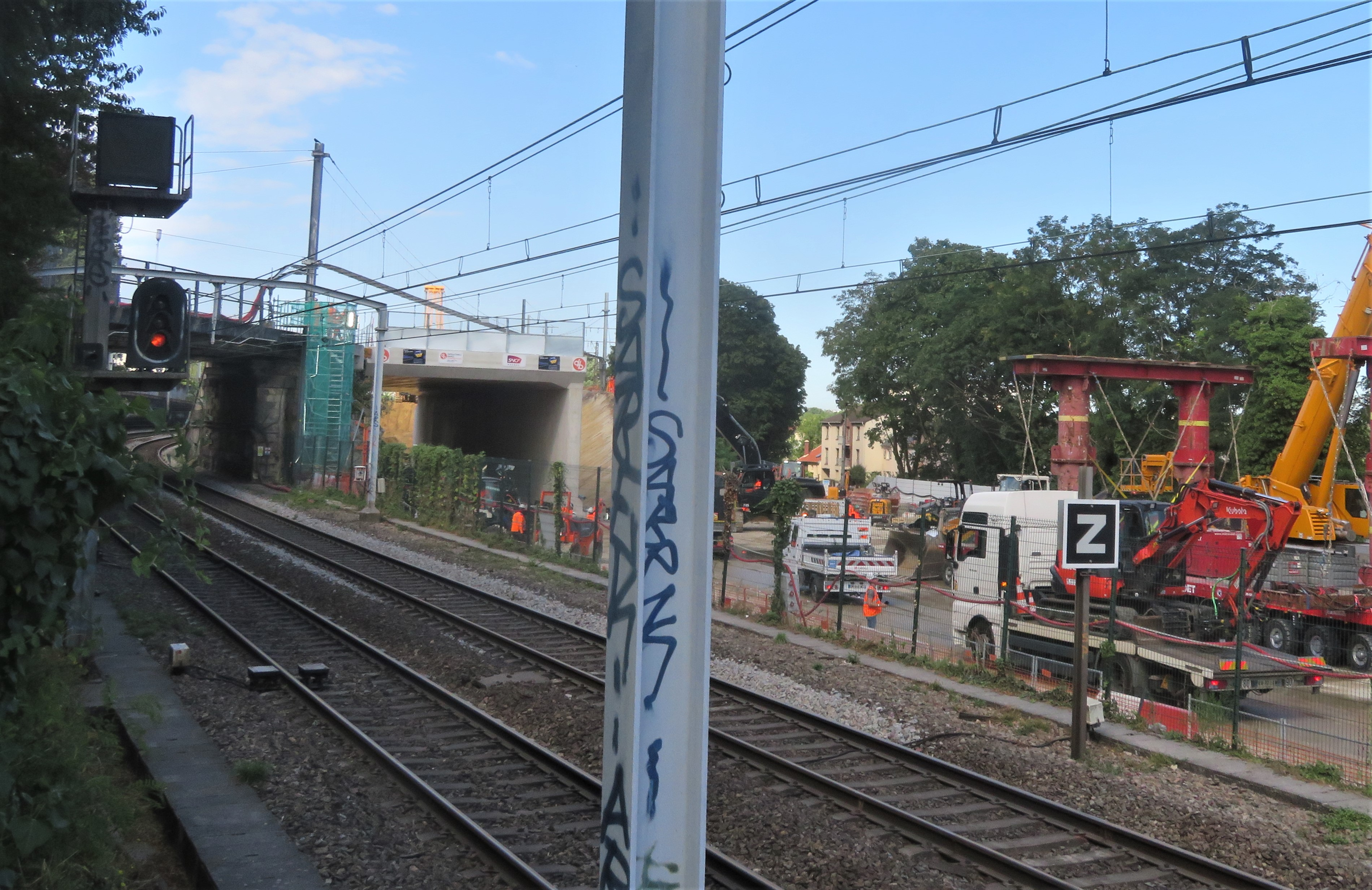
Sauts-de-mouton à Antony. Au-dessus : RER C. Dessous, à gauche : actuel RER B prévu pour les TGV intersecteurs ; à droite : nouveau saut-de-mouton (accolé à l'ancien) prévu pour le RER B.

Un saut-de-mouton a été créé en 1923 à Antony, pour inverser le côté de la ligne de Sceaux avec la Grande Ceinture stratégique (deux lignes parallèles à double voie), au niveau de la gare de Massy - Verrières et au-delà jusqu'à la gare de Massy - Palaiseau, dans la perspective de la création du tronçon de Massy - Palaiseau à Ouest-Ceinture de la ligne de Paris à Chartres par Gallardon, projet ensuite abandonné. La Grande Ceinture stratégique (actuel RER C) est placée à l'ancien emplacement de la ligne de Sceaux (actuel RER B) et inversement. Ce saut-de-mouton fait passer cette première ligne au-dessus de la ligne de Sceaux.
Ce saut-de-mouton est complété par un ouvrage supplémentaire (en cours de construction en juillet 2023), accolé à celui-ci, pour supprimer un tronçon en voie unique du raccordement emprunté par les TGV intersecteurs et un cisaillement avec le RER C, l'ensemble constituant un goulot d'étranglement.

### Reclassement des voies
Sur les lignes à 4 voies ou plus, on sépare les flux, en plus de séparer les sens de circulation. Par exemple, on isolera les trains rapides sur deux voies et les trains de marchandises sur deux autres voies. La disposition peut varier et le saut-de-mouton peut être utilisé pour un reclassement des voies ; par exemple, une ligne qui a deux voies marchandises au centre, et deux voies rapides aux abords, ou bien au contraire deux voies express au centre et deux voies omnibus de part et d'autre, peut grâce à un saut-de-mouton continuer avec les voies rapides d'un côté et les voies lentes de l'autre. On trouve par exemple un saut-de-mouton de ce type sur la ligne de Paris-Lyon à Marseille-Saint-Charles entre les gares de Combs-la-Ville - Quincy et de Lieusaint - Moissy.
Ce dispositif peut également faciliter le croisement de voies à caténaire ayant des alimentations électriques différentes, par exemple, aux Pays-Bas, en Belgique et dans la partie sud de la France, une LGV alimentée en courant alternatif 25 kV et une ligne classique alimentée en courant continu à 1,5 ou 3 kV.

Saut-de-mouton pour un reclassement des voies.

### Autres cas
Dans d'autres cas, il sert à éviter un cisaillement afin de ne pas gêner les voies principales et pour fluidifier la circulation. C'est par exemple le cas près de Cesson-Sévigné, où la LGV Bretagne-Pays de la Loire se raccorde sur la ligne de Paris-Montparnasse à Brest (48° 06′ 33,4″ N, 1° 37′ 20,4″ O).

## Étymologie
C'est une allusion au jeu de saute-mouton (avec une orthographe peu fixée) très populaire dans les cours de récréation au moment du commencement du chemin de fer.